# Joachim Schweighöfer
Joachim Schweighöfer (* 28. November 1936 in Frankfurt am Main; † 6. Januar 2023) war ein deutscher Schauspieler.

## Leben
Joachim Schweighöfer war neben Michael und Götz-Gustav einer der Söhne des Regisseurs und Intendanten Willy Schweighöfer sowie ein Onkel des Schauspielers Matthias Schweighöfer.
Schweighöfer arbeitete als Theaterschauspieler, wobei Frankfurt am Main stets das Zentrum seines künstlerischen Schaffens war. Häufig trat er auch in Dialektrollen auf. 1967 spielte er gemeinsam mit Heinz Pielbusch am Kleinen Theater im Zoo den Major der Heilsarmee Friedli in der Tragikomödie Der Meteor von Friedrich Dürrenmatt. 1968 gehörte er im Palmengarten Frankfurt gemeinsam mit Else Knott, Liesel Christ und Josef Offenbach zu den prominenten Mitwirkenden bei einem Mundartabend der Freunde Frankfurts, einem Verein zur Pflege der Frankfurter Mundart. Regelmäßig war Schweighöfer als Bühnendarsteller am Volkstheater Frankfurt tätig. 1995 war er am Volkstheater Frankfurt mit Liesel Christ in dem Lustspiel Die fünf Frankfurter von Carl Rössler zu sehen. Die Aufführung wurde auch für das Fernsehen aufgezeichnet. Im November 2001 spielte er am Volkstheater Frankfurt in der Komödie Mein Freund Harvey. Im April 2003 spielte er dort in Agatha Christies Krimiklassiker Die Mausefalle. Im November und Dezember 2004 trat er am Volkstheater Frankfurt als Großgrundbesitzer Cagnola in dem Theaterstück Don Camillo und seine Herde von Gerold Theobalt nach dem Roman von Giovannino Guareschi auf. In der Spielzeit 2006/2007 übernahm er am Frankfurter Volkstheater den Professor Hinzelmann in dem Singspiel Im weißen Rößl. In der Spielzeit 2007/2008 spielte er wiederum in Mein Freund Harvey, jetzt erstmals in einer hessischen Fassung des Volkstheaters Frankfurt, in der Rolle des Psychiaters Dr. Schweigenfelder. In der Saison 2008/2009 spielte er an der Komödie Frankfurt in dem Lustspiel Und alles auf Krankenschein von Ray Cooney.
Schweighöfer war mindestens in zwei Folgen der Fernsehserie Die Firma Hesselbach zu sehen. Die Filmdatenbank IMDb nennt für 1962 einen Auftritt in der Folge 37 Der Kinderwagen. Außerdem spielte Schweighöfer 1966 einen Kameramann in der Folge 43 Herr Hesselbach und der Film.
Zu den Rollen Schweighöfers gehörten Auftritte in den Fernsehserien Die merkwürdige Lebensgeschichte des Friedrich Freiherrn von der Trenck, Des Christoffel von Grimmelshausen abenteuerlicher Simplicissimus und Ein Fall für zwei. Ferner spielte er die Rolle des O'Connor in dem ZDF-Drama Der heimliche Teilhaber. Auch spielt er in den Filmen In dieser Hölle und Emigration.
1980 hatte er eine Gastrolle in der Kriminalserie I. O. B. – Spezialauftrag, dem Seriencomeback des Schauspielers Claus Wilcke.
Am 26. April 1969 trat er zudem als Gast in der ARD-Samstagabendshow Einer wird gewinnen auf.
Schweighöfer arbeitete auch als Sprecher. 1956 wirkte er beim Hessischen Rundfunk in dem Hörspiel Ein Lebenswerk von Gerd Oelschlegel mit. 1961 sprach er unter der Regie von Josefine Klee-Helmdach eine kleine Rolle (Mann) in dem Hörspiel Die kleine Hexe nach Motiven des Kinderbuchs von Otfried Preußler. 1962 übernahm er beim HR eine der Rollen in dem Hörspiel Der Ekel von Jean-Paul Sartre. 1966 wirkte er in dem vom Hessischen Rundfunk produzierten Hörspiel Süße Trauben von Karl Richard Tschon mit. 1972 sprach er beim HR den Ersten Polizisten in dem Originalhörspiel Autoknacker von Leonie Ossowski.

## Filmografie
- 1962: Die Familie Hesselbach
- 1965: Der heimliche Teilhaber (Fernsehspiel)
- 1969: In dieser Hölle
- 1970: Emigration
- 1972: Die merkwürdige Lebensgeschichte des Friedrich Freiherrn von der Trenck
- 1975: Des Christoffel von Grimmelshausen abenteuerlicher Simplicissimus
- 1975: Notarztwagen 7[18] (Episode: Endstation Kanal)
- 1980: I.O.B. Spezialauftrag (Fernsehserie)
- 1983: Ein Fall für zwei (Episode: Zwielicht)
- 1995: Die fünf Frankfurter (Theateraufzeichnung)